# 三菱仲8号館
三菱仲8号館（みつびしなかはちごうかん）は、かつて日本の東京都千代田区丸の内にあった建築物である。旧称三菱第12号館。ここではその別館についても記す。

## 沿革
丸の内地区の大地主であったかつての三菱合資会社が、第11号館に続く第12号館として東京府東京市麹町区有楽町1-1（後の東京都千代田区丸ノ内3-8）の地所に建築を計画し、1907年（明治40年）7月20日より建設に着手して、1910年（明治43年）8月5日竣功を遂げた。
三菱は1918年（大正7年）3月これを仲8号館と改称し、また同年4月より別館の建設に着手して6月竣功させ、これは同年8月1日より設置された丸ノ内仲通り郵便局が局舎とした。
1923年（大正12年）4月4日には扶桑海上火災保険（後の三井住友海上火災保険）の貸室より発火して2階以上を焼失し、然るに発生した関東大震災による被災を経て、同年12月復旧された。
1925年（大正14年）9月には既存別館が取り壊され、その跡地にて新たなる別館が1926年（大正15年）3月8日成された。
第二次世界大戦での日本敗戦後の1945年（昭和20年）12月31日よりは連合国軍最高司令官総司令部が接収の上、エコノミック・リサーチ・ビルと成した。接収は外国商社への貸事務所とすることを条件に1949年（昭和24年）7月をもって解除・三菱地所会社に返還され、以後は上記趣旨より通産省が賃借・管轄し、1952年（昭和27年）1月までそれらの用に供された。
そして会社はより規模大なる貸事務所建築への建て替えを図り、1956年（昭和31年）別館と共に取り壊して、跡地に新東京ビルヂングと称する建築の第1期部分を完成させた。

## 建築概要
設計は保岡勝也、本野精吾、内田祥三によるものにして建築顧問は曽禰達蔵である。平面計画については玄関等を共用としない棟割長屋の間取りをなしたのである。